# Rank Progress
Rank Progress SA – firma inwestycyjno-deweloperska z siedzibą w Legnicy, działająca na polskim rynku nieruchomości od 1997 r. Spółka specjalizuje się w przygotowaniu i realizacji projektów obejmujących pozyskiwanie atrakcyjnie zlokalizowanych gruntów, a następnie w ich zabudowie obiektami handlowymi z przeznaczeniem na wynajem lub sprzedaż. Rank Progress tworzy grupę kapitałową obejmującą spółki celowe, poprzez które realizowane są poszczególne projekty.
Do głównych inwestycji realizowanych przez Grupę Rank Progress należą wielkopowierzchniowe centra handlowo-usługowe, parki handlowe oraz galerie handlowe ulokowane w średniej wielkości miastach. Po ukończeniu obiekty te są odsprzedawane lub oddawane w najem. W latach 2001 – 2012 Rank Progress zrealizował 25 projektów inwestycyjnych, m.in. wielkopowierzchniowe centra handlowe, w tym wybudował 7 własnych galerii handlowych – w Jeleniej Górze, Legnicy i Świdnicy oraz sprzedanych już obiektów w Kaliszu, Kłodzku, Zamościu i Zgorzelcu.
Od lipca  2010 Rank Progress jest notowana na Giełdzie Papierów Wartościowych.

## Działalność
Spółka realizuje inwestycje w czterech głównych segmentach rynku nieruchomości:
- Wielkopowierzchniowe Centra Handlowe
- Śródmiejskie Galerie Handlowe
- Inwestycje Mieszkaniowe
- Krótkoterminowe projekty o wysokiej rentowności

## Realizacje

### Zrealizowane (chronologicznie)
- Tesco Jelenia Góra
- Tesco Zielona Góra
- Castorama Bielsko Biała
- Tesco Bielsko Biała
- Tesco Ruda Śląska
- Tesco Tarnowskie Góry
- Carrefour Zielona Góra
- Tesco Głogów
- Carrefour Legnica
- Tesco Jawor
- Carrefour Kalisz
- Carrefour Zgorzelec
- Carrefour Tarnowskie Góry
- Carrefour Zamość
- Leroy Merlin Kalisz
- Carrefour Grudziądz
- Galeria Piastów I w Legnicy
- Carrefour Białystok
- Carrefour Szczecin
- Park Handlowy Eden w Zgorzelcu
- Galeria Piastów II (H&M, New Yorker) w Legnicy
- Galeria Piastów II z kinem Helios w Legnicy
- Galeria Twierdza Kłodzko z kinem Cinema 3D Kłodzko
- Leroy Merlin Kłodzko
- Centrum Handlowe Carrefour „Galeria Zdrój” w Jastrzębiu Zdroju
- Pasaż Grodzki Jelenia Góra
- Galeria Tęcza z kinem Cinema 3D Kalisz
- CH Twierdza w Zamościu
- Galeria Świdnicka z kinem Cinema 3D Świdnica
- Galeria Navigator Mielec

### W trakcie realizacji
- Park Handlowy Grudziądz
- Park Handlowy Miejsce Piastowe koło Krosna
- CH Brama Pomorza Chojnice
- CH Galeria Piła w Pile

### Projekty planowane, inwestycje w przygotowaniu
- CH Jaroty Olsztyn
- Centrum Handlowe Kielce
- CH Warszawa Wschód Warszawa
- Galeria Handlowa Wejherowo
- Centrum Handlowe Oleśnica
- Marina Park Wrocław
- Nowy Browar Legnica